# 2016年3月逝世人物列表
2016年逝世人物列表：1月 - 2月 - 3月 - 4月 - 5月 - 6月 - 7月 - 8月 - 9月 - 10月 - 11月 - 12月
2016年3月逝世人物列表，是用于汇总2016年3月期间逝世人物的列表。

## 依日期排序

### 日期未知
- 高清愿，86歲，台灣企業家[1]、統一集團創辦人、前董事長。[2][3]

### 31日
- 汉斯-迪特里希·根舍（德語：Hans-Dietrich Genscher），89歲，德國歷史上任職最長的外交部長，兩德統一過程中的重要人物。[4]
- 凯尔泰斯·伊姆雷（匈牙利語：Kertész Imre），86歲，匈牙利作家，2002年諾貝爾文學獎得主。[5]
- 薩哈·哈帝女爵士（英語：Dame Zaha Hadid），65歲，伊拉克裔英國籍女性建築師。[6][7]
- 道格拉斯·威爾麥（Douglas Wilmer），96歲，英國演員。[8]

### 30日
- 吳桂蘭，96歲，台灣企業家、新光集團創辦人吳火獅遺孀。[9]

### 29日
- 李志坚，76歲，国家体育总局原党组书记、副局长，中共北京市委原副书记。[10]
- 加布里埃爾·C·辛森（Gabriel C. Singson），87歲，菲律賓銀行家，前菲律宾中央银行行長。[11]
- 帕蒂·杜克（英語：Patty Duke），69歲，美國演員，1962年奧斯卡最佳女配角獎得主，死於腸胃道破裂引發敗血症。[12]
- 尚·拉皮耶（英语：Jean Lapierre），59歲，加拿大媒體人、政治人物，死於空難。[13]

### 28日
- 袁明星，55歲，台灣政治人物，民進黨籍桃園市議員。[14]
- 沃利·克勞特（Wally Crouter），92歲，加拿大電台播音員。[15]
- 穆斯塔法·卡邁勒·托爾巴（英语：Mostafa Kamal Tolba），93歲，埃及科學家，前聯合國環境署署長與埃及奧林匹克委員會會長。[16]
- 龍桂林，97歲，中國前鐵道兵司令部參謀長。[17]

### 27日
- 阿蘭·德科（英语：Alain Decaux），90歲，法國歷史學家，法兰西学术院院士。[18]
- 柯蒂斯·赫特爾（Curtis Hertel），63歲，美國政治人物，前密歇根州众议院議員及議長。[19]
- 文斯·博里拉（Vincent Joseph Boryla），89岁，美国NBA联盟前职业篮球运动员、教练员[20]。
- 谷書堂，91歲，中國經濟學家，曾任南開大學經濟研究所所長、南開大學經濟學院院長，多家高級院校兼職教授。[21]

### 26日
- 埃里克·恩貝格（Eric Engberg），74歲，美國新聞通訊員。[22]
- 吉姆·哈里森（Jim Harrison），78歲，美國小說家、詩人。[23]

### 25日
- 大衛·蘭杜爵士（英語：Sir David Landale），81歲，英國商人及慈善家，怡和洋行董事（1967年－1975年）、已故D·F·蘭杜之子。[24]
- 保羅·波利（英语：Paolo Poli），86歲，意大利戲劇演員。[25]
- 伊姆雷·波日高伊（英语：Imre Pozsgay），82，匈牙利共產主義政治人物。[26]

### 24日
- 約翰·克魯伊夫（荷蘭語：Johan Cruyff），68歲，荷蘭退役足球員與教練，死於肺癌。[27]
- 杨华，53岁，中國大陸企業家，东北特殊钢铁集团有限公司董事长、党委书记，上吊身亡。[28][29]
- 罗杰·自茨乐（德語：Roger Cicero），45岁，德国音乐家，死於中风[30]。
- 盖瑞·桑得林，66歲，脫口秀節目主持人，死於心臟病發。[31][32]

### 23日
- 刘振兴，86岁，中国空间物理学家，中国科学院院士。[33]
- 陸鴻基，70歲，香港教育學院副校長（？－2007年4月），香港教育學院風波事件公開者之一，死於中風。[34]
- 吉米·萊利（Jimmy Riley），61歲，牙買加雷鬼音樂人，死於癌症。[35]
- 唐鎮，80歲，女高音、中華民國文化學院音樂系教授，中華民國聲樂家協會兼常務理事、中正紀念堂兩廳院音樂評議委員&歌劇工作室顧問。[36]

### 22日
- 宋文骢，86岁，中国歼击机设计师，中国工程院院士，曾主持设计歼-7c和歼-10战机。[37]
- 羅柏特·福特（英語：Robert Ford），46岁，加拿大多倫多前市長，多倫多市議會北怡陶碧谷選區市議員。[38]
- 陈应春，58歲，深圳市副市長（2003年3月-2015年6月），跳樓身亡。[39]

### 21日
- 郭貞淑（朝鲜语：곽정숙），55歲，韓國政治人物，前韩国国会民主勞動黨比例代表制議員。[40]
- 勒羅伊·布朗特（Leroy Blunt），94歲，美國政治人物，前密苏里州众议院議員，死於中風併發症。[41]
- 鄧婉媚，50歲，香港著名電視節目監製，代表作有今日睇真D、尋找他鄉的故事、向世界出發等。[42]
- 安迪·葛洛夫（Andrew "Andy" Stephen Grove），79歲，美國企業家，曾任英特爾公司執行長。[43]
- 第四代江戶家貓八（日語：四代目江戸家猫八），66歲，本名「岡田八郎」，日本落語家，擅長模仿動物叫聲的口技。[44]

### 20日
- 安高·約恩森（丹麥語：Anker Jørgensen），93歲，丹麥前首相。[45][46]
- 姜仁燮（朝鲜语：강인섭），79歲，韓國政治人物，前韩国国会首爾恩平區（朝鲜语：서울 은평구의 국회의원）議員。[47]
- 吳玉謙，73歲，中國原瀋陽軍區副司令員、全國人大代表、政協全國委員會常務委員。 [48]

### 19日
- 夏樹靜子（日語：夏樹 静子），77歲，日本推理小說家。死於心臟衰竭。[49]
- 傑克·曼塞爾（Jack Mansell），88歲，英國足球運動員和教練。[50]
- 王霖，96歲，香港首位只用中文發言的立法局非官守議員（1976年－1985年）。[51][52]

### 18日
- 基多·威斯特威勒（德語：Guido Westerwelle），54岁，德国外交部前部长，死於白血病。[53]
- 龔照勝，60歲，台灣銀行家，曾任第一任中華民國金管會主委，死於心肌梗塞。[54]
- 約翰·厄里，（英語：John Urry），69岁，英國蘭開斯特大學社會學教授。[55]
- 比尔·坎贝尔，75歲，美國前金融软件开发公司Intuit CEO、董事长&主席，硅谷众多企业领袖的精神导师，死於癌症。[56]

### 17日
- 林良樂，51岁，台灣女歌手，死於肝腎衰竭。[57]
- 赖瑞·卓克（Larry Drake），66歲，美國演員，曾在電視影集《洛城法網》演出。[58]
- 梅尔·达根（希伯來語：מאיר דגן），71岁，以色列情报及特别行动局（摩萨德）局长（2002-2011），肝癌。[59]

### 16日
- （Frank Sinatra Jr.），72歲，美國歌手，已故的兒子。[60]
- 贺友直，94岁，中國连环画作家。[61]

### 15日
- 布里格斯勳爵（Lord Briggs），94歲，英國歷史學家，薩塞克斯大學校長（1967年－1976年）、英國公開大學校監（1978年－1994年）。[62]
- 塞魯·拉本里（Seru Rabeni），37歲，斐濟橄欖球運動員（國家隊（英语：Fiji national rugby union team））。[63]
- 郭婉華，84歲，中華民國中華電視臺前節目部經理。[64]
- 傅雅各，93岁，中国神经病学家和医学教育家，重庆医科大学教授。[65]

### 14日
- 陳穎，36歲，維基百科帳號“子毓貓”，聯合新聞網運動大聯盟特約作家，中華民國維基媒體協會創始會員之一，死於腦幹出血。[66]
- 彼得·马克斯韦尔·戴维斯爵士（Sir Peter Maxwell Davies），81岁，英国作曲家，死於白血病。[67]
- 阿布·奧馬爾·舒斯哈尼（阿拉伯語：أبو عمر الشيشاني），30歲，蘇聯出生的格魯吉亞伊斯蘭國激進分子，空襲身亡。[68]（死亡公佈日期）
- 張光明，103歲，中華民國空軍將領，曾參與抗日戰爭八一四空戰。[69]

### 13日
- 馬丁·奧拉夫·薩博（Martin Olav Sabo），78歲，美國政治人物，前美國眾議院明尼蘇達州第五國會選區代表議員。[70]
- 希拉里·怀特哈尔·普特南（Hilary Whitehall Putnam），89岁，美国哲学家，死於间皮瘤。[71]
- 上田正昭（日語：上田 正昭），88岁，日本歷史學者。[72]

### 12日
- 劉天健，53歲，台灣音樂製作人，死於心臟疾病。[73]
- 劳埃德·沙普利（Lloyd Stowell Shapley），92歲，美国数学家和经济学家，2012年诺贝尔经济学奖得主[74]。
- 黃靈芝，87歲，台灣作家、雕刻家，台南市人。

### 11日
- 约兰达·巴拉什（羅馬尼亞語：Iolanda Balaș），79歲，羅馬尼亞跳高運動員，1960年（英语：Athletics at the 1960 Summer Olympics – Women's high jump）及1964年（英语：Athletics at the 1964 Summer Olympics – Women's high jump）奧運跳高冠軍，死於胃功能紊亂併發症。[75]
- 朵琳·瑪西（Doreen Massey），72歲，英國地理學家。[76]
- 基思·埃默森（Keith Emerson），71歲，英國搖滾樂鍵盤手。[77]

### 10日
- 杜潘芳格，89歲，台灣女詩人。[78]
- 克勞德·埃斯捷（英语：Claude Estier），90歲，法國政治人物和記者，前法國國民議會巴黎選區議員及歐洲議會議員。[79]

### 9日
- 約翰·根佛蘭德（John Gutfreund），86歲，美國投資家（所罗门兄弟），死於肺炎併發症。[80]
- 克莱德·拉福莱特（Clyde Edward Lovellette），86岁，美国NBA联盟的前职业篮球运动员，死於癌症。[81]
- 杜惠東，75岁，資深傳媒人和電影人，前嘉禾電影宣傳部經理。旅遊達人杜如風生父。死於腎衰竭。[82]

### 8日
- 大衛·S·約翰遜（David S. Johnson），70歲，美國電腦科學家。[83]
- 喬治·馬丁爵士（Sir George Martin），90歲，英國唱片製作人。[84]

### 7日
- 約翰·彭納貝克（John Pennebaker），72歲，美國政治人物，前密西西比州众议院議員。[85]
- 让-贝尔纳·雷蒙（英语：Jean-Bernard Raimond），90歲，法國政治人物，前外交部長。[86]
- 闵恩泽，92岁，中国科学家，中国科学院、中国工程院院士，国家最高科技奖得主。[87]

### 6日
- 宁树藩，95岁，中国新闻史学家，复旦大学新闻学院教授。[88]
- 南希·里根（Nancy Reagan），94岁，美国前第一夫人，罗纳德·里根遗孀，死於心脏衰竭。[89]
- 伊丽莎白·加勒特（Elizabeth Garrett），52岁，康奈尔大学第13任校长，该校首任女性校长。死於结肠癌。[90]

### 5日
- 保羅·庫奇（Paul Couch），51歲，澳洲澳式足球運動員，死於心臟病發。[91]
- 雷·湯姆林森（Ray Tomlinson），74歲，美國程式設計師，1971年發明電子郵件系統[92]，死於心脏病。[93][94]
- 尼古勞斯·哈農庫特（德語：Nikolaus Harnoncourt），86歲，奧地利指揮家。[95]
- 許文道（韓語：허문도），76歲，韓國記者及政治人物，前國土統一院（朝鲜语：대한민국 국토통일원）院長。[96]
- 王灝，70歲，台灣鄉土藝術家。[97]
- 哈麗雅特·米爾斯（Harriet Cornelia Mills），95歲，美國漢學家。死於失智症併發症。[98][99]
- 安东尼·亚森松（西班牙語：Antoni Asunción），64岁，西班牙政治人物，1993年至1994年担任内政大臣。[100]
- 许学彦，91岁，中国船舶设计专家，中国科学院院士。[101]

### 4日
- 葛存壮，87岁，中国著名演员，死於脑梗塞引发心脏衰竭。[102]
- 周小燕，99岁，中国著名女高音歌唱家、声乐教育家，上海音乐学院终身教授[103]。
- 盧大偉，71歲，香港資深演員，死於腸癌[104]。
- 東尼·戴森（Tony Dyson），68歲，英國電影特效專家，曾做出《星際大戰》R2D2機器人。[105]（遺體發現日期）
- 帕特·康羅伊（Pat Conroy），70歲，美國小說家。[106]
- 湯連臣（Raymond Tomlinson），74歲，寫出最早網路電子郵件程式的程序員，死於心臟衰竭。[107]

### 3日
- 貝爾塔·卡塞雷斯（英语：Berta Cáceres），42歲，洪都拉斯環保活動家，2015高曼環境獎得主，被槍殺[108]。
- 賴恩德（John Rhind），80歲，香港高等法院原訟庭按察司（1980年－1995年）。[109]（遺體發現日期）
- 伊夫·蓋納（英语：Yves Guéna），93歲，法國政治人物，前憲法委員會主席。[110]
- 黎繼明，61歲，香港導演，死於胰臟癌[111]。
- 齊振一，95歲，台灣資深記者、媒體人，政治家齊世英長子、作家齊邦媛之兄。[112]

### 2日
- 馮克安，65歲，香港演員，死於食道癌。[113]
- 羅斯瑪麗·欣克富什（英語：Rosemary Hinkfuss），84歲，美國政治人物，前威斯康星州眾議院（英语：Wisconsin State Assembly）議員。[114]
- 伯努瓦·拉克魯瓦（英语：Benoît Lacroix），100歲，加拿大多明尼加牧師和歷史學家。[115]

### 1日
- 吉姆·克拉克（英语：Jim Clark (film editor)），84歲，英國電影剪接師（《新鐵金剛之黑日危機》、《杀戮战场》），1984年奧斯卡金像獎最佳剪接獎得主。[116]
- 路易絲·普洛賴特（英语：Louise Plowright），59歲，英國女演員（《媽媽咪呀！》、《東區人》），死於胰臟癌。[117]
- 陈安华，76岁，中国古筝演奏家、教育家，星海音乐学院教授，岭南筝派奠基人。[118]